# Klaus Olfert
Klaus Olfert (* 1945; † 4. August 2022) war ein deutscher Diplom-Kaufmann und bis zu seiner Emeritierung am 1. Oktober 2008 Professor für Personalwirtschaft und Organisation am Fachbereich Wirtschaftswissenschaften der Hochschule für Technik, Wirtschaft und Kultur Leipzig.

## Werdegang
Nach einer Lehre zum Werkzeugmacher und dem Abitur studierte er Wirtschaftswissenschaften an der Universität Mannheim. Das Studium schloss er 1972 ab. Er war anschließend in der Geschäftsführung des Berufsförderungswerks der Stiftung Rehabilitation Heidelberg tätig und lehrte parallel zu Themen der Finanz-, Personalwirtschaft und des Marketings. 1982 wurde er Professor an der Fachhochschule Heidelberg und zum 1. Oktober 1993 wechselte er als Professor an die Hochschule für Technik, Wirtschaft und Kultur Leipzig, wo er bis zu seiner Verabschiedung in den Ruhestand am 1. Oktober 2008 tätig war. Er verstarb 2022 im Alter von 77 Jahren.

## Schwerpunkte in Forschung und Lehre
Olfert publizierte und lehrte zu den Themen Personalwirtschaft, Berufliche Bildung und Unternehmensführung. Er war Herausgeber und Autor der Reihen „Kompendium der Praktischen Betriebswirtschaft“ und „Kompakt-Training Praktische Betriebswirtschaft“ des Friedrich Kiehl Verlags.

## Veröffentlichungen
- Bilanzen. Ludwigshafen (Rhein): Kiehl 1974.

- zusammen mit Horst-Joachim Rahn: Einführung in die Betriebswirtschaftslehre. Ludwigshafen (Rhein): Kiehl 1992 (Kompendium der praktischen Betriebswirtschaft).

- zusammen mit Pitter A. Steinbuch: Fertigungswirtschaft. Ludwigshafen (Rhein): Kiehl 1978 (Kompendium der praktischen Betriebswirtschaft).

- Finanzierung. Ludwigshafen (Rhein): Kiehl 1974.

- Investition. Ludwigshafen (Rhein): Kiehl 1977.

- Kostenrechnung. Ludwigshafen (Rhein): Kiehl 1974.

- zusammen mit Horst-Joachim Rahn: Lexikon der Betriebswirtschaftslehre. Ludwigshafen (Rhein): Kiehl 1996 (Kompendium der praktischen Betriebswirtschaft).

- zusammen mit Gerhard Oeldorf: Materialwirtschaft. Ludwigshafen (Rhein): Kiehl 1976.

- zusammen mit Pitter A. Steinbuch: Personalwirtschaft. Ludwigshafen (Rhein): Kiehl 1984 (Kompendium der praktischen Betriebswirtschaft).

- zusammen mit Klaus Brombach und Hans-Jörg Ehreiser: Sonderbilanzen. Ludwigshafen (Rhein): Kiehl 1976.